# Phibalapteryx virgata

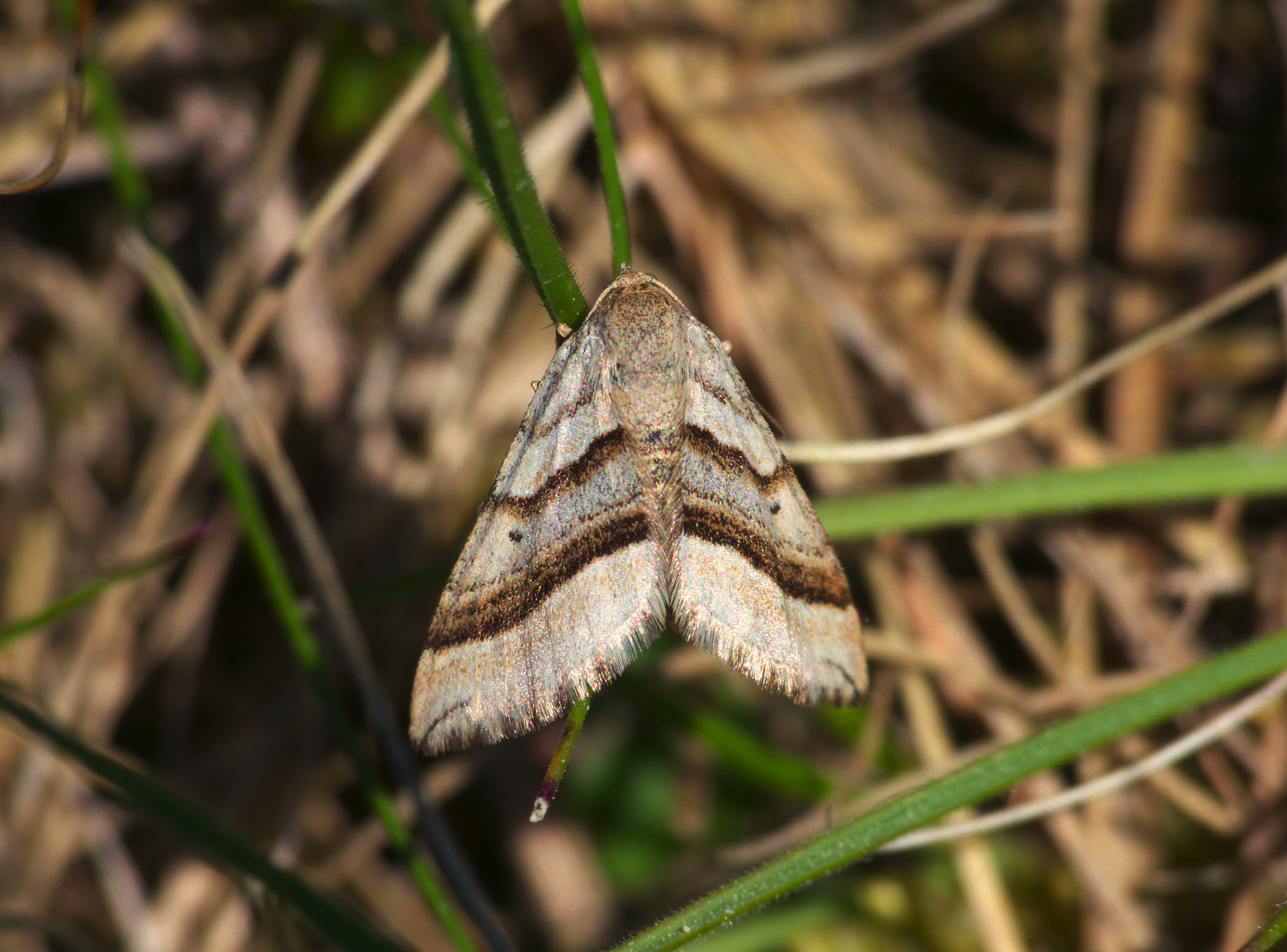
Falter mit markanten Querbändern

Phibalapteryx virgata (Syn.: Mesotype virgata) ist ein Schmetterling aus der Familie der Spanner (Geometridae). Der mitunter verwendete Trivialname „Streifenspanner“ ist nicht eindeutig, da der Hobelspanner (Plagodis dolabraria) zuweilen ebenfalls mit diesem Namen bezeichnet wird. Auch die Trivialnamen Labkraut-Blattspanner, Hellgrauer Labkrautspanner und Kalktrockenrasen-Streifenspanner werden nur gelegentlich verwendet. Der Artname leitet sich vom lateinischen Wort virga mit der Bedeutung „Streifen“ ab und bezieht sich auf die Zeichnung auf der Vorderflügeloberseite der Falter. Im englischen Sprachgebrauch wird die Art als Oblique Striped (der schräg Gestreifte) bezeichnet.

## Merkmale

### Falter
Die Falter erreichen eine Flügelspannweite von 17 bis 23 Millimetern. Zwischen den Geschlechtern besteht farblich kein Sexualdimorphismus, jedoch sind die Weibchen etwas kleiner und schmalflügeliger als die Männchen. Die Flügelfarbe variiert auf der Oberseite von ockerfarben über hellgrau bis hin zu braungrau. Die Diskalregion ist von dunklen, hell angelegten, streifenartigen, zuweilen sehr breiten und markanten Querlinien eingefasst und enthält einen punktförmigen Diskoidalfleck. Im Apex hebt sich ein kurzer dunkler Schrägstrich ab. Zuweilen verläuft vor dem Saum eine mehrfach unterbrochene, dünne, dunkelbraune Linie. Die Hinterflügeloberseite ist hell graubraun gefärbt und von einigen mehr oder weniger deutlichen Querlinien durchzogen.

### Raupe
Ausgewachsene Raupen sind sehr schlank und haben eine graubraune bis rotbraune Farbe. Die Stigmen sind schwarz, der Bauch und die Flanken sind gelb.

### Ähnliche Arten
- Der Ginsterheiden-Wellenstriemenspanner (Scotopteryx coarctaria) unterscheidet sich durch eine weißliche Wellenlinie auf der Vorderflügeloberseite.
- Der Sumpflabkraut-Blattspanner (Orthonama vittata) unterscheidet sich durch ein insgesamt helleres Gesamterscheinungsbild sowie eine direkt am Saum der Vorder- und Hinterflügeloberseite gebildete Linie aus vielen, sehr kleinen, schwarzen Punkten. Die äußere Querlinie endet ohne Unterbrechung im Apex.

## Verbreitung und Lebensraum

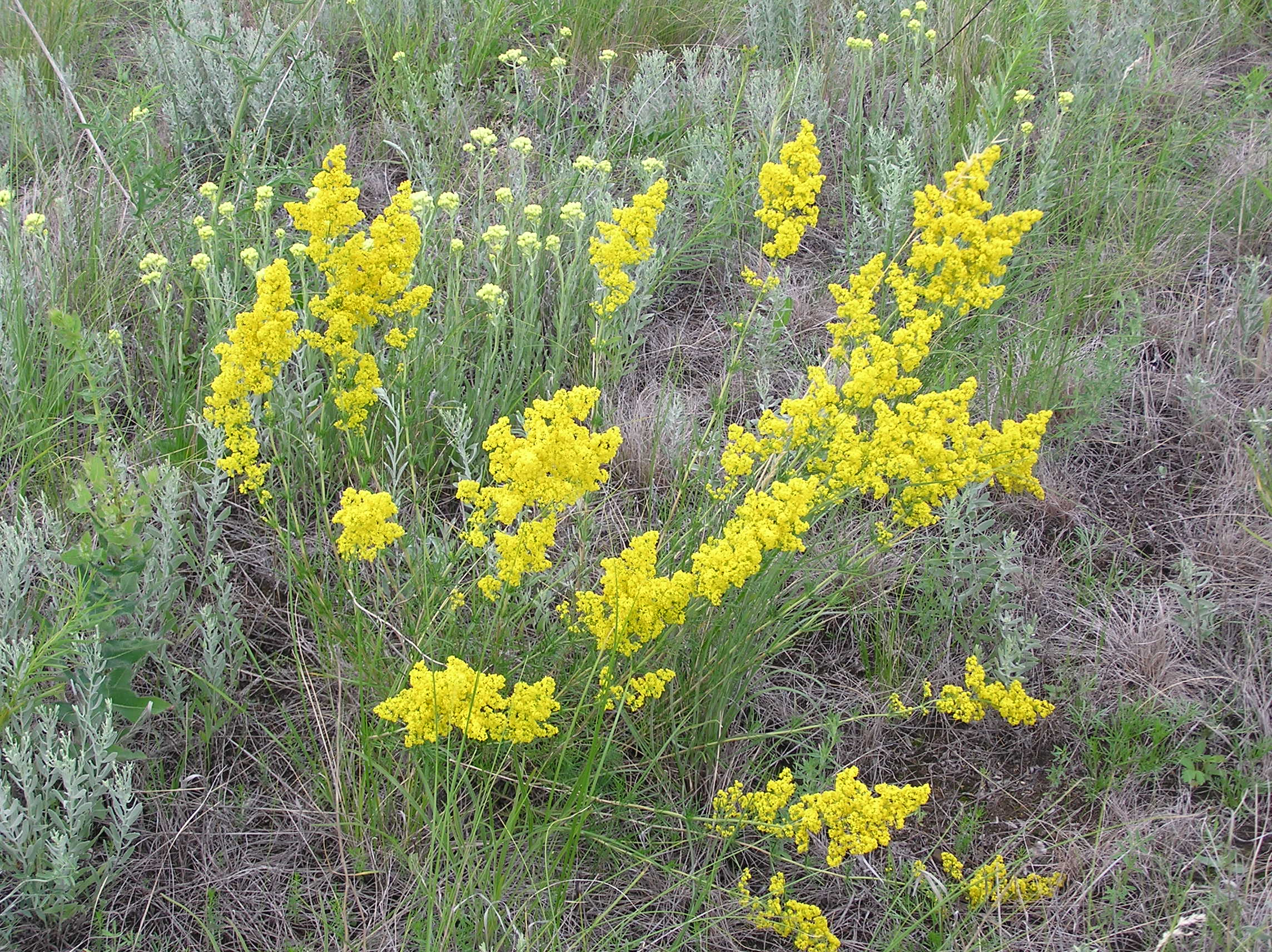
Echtes Labkraut (Galium verum), die Hauptnahrung der Raupen

Das Verbreitungsgebiet von Phibalapteryx virgata erstreckt sich vom Amurgebiet durch die gemäßigte Zone bis nach Europa, wo das Vorkommen jedoch lückenhaft ist. Die Art kommt auch auf den Britischen Inseln vor. Hauptlebensraum sind trockene Gebiete, beispielsweise Wacholderheiden, Trockenrasenflächen, warme Hänge und trockene Moorwiesen. In Küstenregionen ist sie oft in den Dünen zu finden.

## Lebensweise
Die Falter sind überwiegend nachtaktiv und fliegen in zwei Generationen von Ende April bis Anfang Juni sowie von Ende Juni bis Mitte August. Nachts erscheinen sie an künstlichen Lichtquellen. Am Tage lassen sie sich leicht aus der Vegetation aufscheuchen. Die Raupen ernähren sich in erster Linie von den Blättern von Echtem Labkraut (Galium verum), zuweilen auch von anderen niedrigen Pflanzen. Die zweite Generation überwintert im Puppenstadium.

## Gefährdung
Phibalapteryx virgata ist in den deutschen Bundesländern in unterschiedlicher Anzahl, meist jedoch vereinzelt vertreten und wird auf der Roten Liste gefährdeter Arten in den meisten Gebieten in Kategorie 2 („stark gefährdet“) geführt, in Baden-Württemberg hingegen „auf der Vorwarnliste“.